# Munku-Sardyk
Munku-Sardyk (russisk: Мунку-Сардык, tr. Munku-Sardyk; burjatisk: Мүнхэ Һарьдаг, tr. Vetjnyj golets) er det højeste bjerg i Sajanbjergene i Asien. Det er 3.491 meter højt og ligger på grænsen mellem Mongoliet og Rusland. Det er samtidig det højeste bjerg i Republikken Burjatia og det højeste i provinsen Khövsgöl i Mongoliet. På sydsiden ligger trægrænsen i 2.000 moh., på nordsiden på 2.200 moh.